# سفارة دولة فلسطين لدى نيجيريا
سفارة دولة فلسطين لدى نيجيريا هي الممثلية الدبلوماسية العُليا لدولة فلسطين لدى نيجيريا. تقع السفارة في أبوجا.

## قائمة السفراء
- عزمي الدقة
- وليد المؤقت
- منتصر أبو زيد
- صالح محمد
- عبد الله أبو شاويش (حتى 2025)